# Liste der Träger des Order of Manitoba
In dieser Liste sind die Träger des Order of Manitoba chronologisch aufgeführt.
| Inhaltsverzeichnis: 1999 • 2000 • 2001 • 2002 • 2003 • 2004 • 2005 • 2006 • 2007 • 2008 • 2009 • 2010 • 2011 • 2012 • 2013 • 2014 • 2015 • 2016 • 2017 • 2018 • 2019 • 2020 • Weblinks |

## 1999
- Peter M. Liba

## 2000
- Edward R. Schreyer
- W. John McKeag
- Pearl McGonigal
- W. Yvon Dumont
- Duff Roblin
- Howard R. Pawley
- Israel H. Asper
- Robert Beamish
- Burton Cummings
- James M. C. Daly
- R. E. (Reg) Forbes
- Edwin Jebb
- Sol Kanee
- Mary Kelekis
- Sue Lambert
- Leo Mol
- Alfred M. Monnin
- William Norrie
- David Northcott
- Pamela Blanche Rebello
- Strini Reddy
- Mary Richard
- George Taylor Richardson
- Roger Marshall Smith
- Arnold T. Spohr
- Baldur R. Stefansson
- Bramwell Bernard Tovey

## 2001
- Lloyd Axworthy
- Clarence Lyle Barber
- Heather Bishop
- Hyacinth Colomb
- Gary Albert Filmon
- Richard A. Martin
- Carol Shields
- Gwendolyn E. Wishart

## 2002
- William H. M. Brace
- Saul M. Cherniack
- Adrian Darveau
- Ajit Kaur Doel
- Naranjan S. Dhalla
- Tina Keeper
- Sterling R. Lyon
- Frederick George McGuinness
- Leonore Marion Saunders
- Murray Smith
- E. Jane Ursel

## 2003
- Monty Hall
- Elaine Ali
- Leonard A. Bateman
- James Arthur Coulter
- Charles E. Curtis
- Joseph Du
- Waldron N. Fox-Decent
- Wesley C. Lorimer
- Loreena McKennitt
- Arnold Naimark
- Nelia Premachuk
- Clarence Tillenius
- Phil Fontaine

## 2004
- John Harvard
- Leonard Joseph Cariou
- Thérèse Champagne
- Harvey Max Chochinov
- Henry G. Friesen
- Virginia Guiang
- Benjamin Hewak
- Vern Hildahl
- Samuel M. Katz
- Arthur V. Mauro
- Don Robertson
- Val Werier
- June Marion James

## 2005
- Randy Bachman
- Gladys Evelyn Cook
- Albert D. Friesen
- Irene Grant
- Chander Gupta
- Edward Head
- Terrance Hind
- Martin Johnson
- Ovide Mercredi
- Kathleen M. Richardson
- Glenora Slimmon
- Maurice Strong

## 2006
- Neil Bardal
- Jennifer Botterill
- James W. Burns
- Albert Cerilli
- Eileen Collins
- Arnold Frieman
- Evelyn Hart
- Clara Hughes
- Cindy Klassen
- Donald Russell Pratt
- Len Smith
- Neil Young

## 2007
- Gail Asper
- Clifford H. C. Edwards
- Ivan Eyre
- Janice Filmon
- Elmer Hildebrand
- John Albert Jack
- Lynn B. Johnston
- Verna J. Kirkness
- June S. Menzies
- Ken Ploen
- Paul G. Thomas
- Ed Wood

## 2008
- John Bock
- Catherine (Myrtle) deMeulles
- David Glenn Friesen
- David Gislason
- Helen Preston Glass
- Romulo Magsino
- Robert Ronald McLean
- Sophia Rabliauskas
- Hartley Richardson
- Peter Sawatzky
- Evelyn Shapiro
- Muriel Smith

## 2009
- Abdo (Albert) El Tassi, C.M.
- Yhetta Miriam Gold, C.M.
- Kevin P. Kavanagh, C.M.
- Sylvia Kuzyk
- Philip S. Lee
- Guy Maddin
- Roland Mahé
- Joseph Meconse
- Sylvia Ostry, C.C.
- Frank Plummer, O.C.
- Corrine Scott
- Emőke Szathmáry, C.M.
- Josephine Wright

## 2010
- Norma Bailey
- Marjorie Blankstein, C.M.
- Gary Albert Doer
- David Grewar
- Elijah Harper
- Kerry L. Hawkins
- Betty Hopkins
- Kathryn Knowles
- C. Wilbert (Bert) Loewen
- Carmel Olson
- Robert (Bob) Smith
- Keith Ursel

## 2011
- Fred Penner
- Jim Carr
- Patrick Choy
- Art DeFehr
- Rayleen De Luca
- Henry Idonije
- Eugene Kostyra
- Raymond Lavallee
- Susan Lewis
- Kathy Mallett
- Raymond Poirier
- Miriam Toews

## 2012
- Mark Chipman
- Pauline Clarke
- James Coyne
- Darlene Dziewit
- Len Flett
- Étienne Gaboury
- Crystal Kolt
- Art Miki
- Randy Moffat
- Brian Postl
- Bob Silver
- Al Simmons
- Leslie Spillett
- Deborah Thorlakson

## 2013
- David Chartrand
- Francis Patrick Doyle
- Olga Fuga
- George Nicholos Heshka
- Tse Li Luk
- Diane Redsky
- Sanford Riley
- Allan Ronald
- Ray St. Germain
- Richard J. Scott
- Eleanor Woitowicz
- Helen Granger Young

## 2014
- Lorraine Brandson
- Bob Brennan
- Tom Denton
- Don Duguid
- Sam Fabro
- Raymonde Gagne
- Allan Gotlieb
- Israel Idonije
- Bob Irving
- Jennifer Jones
- Hermann Lee
- Roland Penner
- Carole Vivier
- Doris Sarah Young

## 2015
- Rachel Alao
- Chad Allan
- Karen Beaudin
- Tom Cochrane
- Dian Cohen
- Wilma L. Derksen
- Dan Johnson
- Sheldon Kennedy
- Donald R. J. Mackey
- Mitch Podolak
- Khhem Kamarie “Monica” Singh
- Jonathan Toews

## 2016
- Bernadette Smith
- Paul Albrechtsen
- Reggie Leach
- Dhali Dhaliwal
- Gary Kobinger
- Susan Thompson
- Wanda Koop
- Betsy Kennedy
- Wanbdi Wakita
- Marileen Bartlett
- Maria De Nardi

## 2017
- David Angus
- Marlene Bertrand
- Doreen Brownstone
- Selwyn Burrows
- Philipp R. Ens
- Anne Lindsey
- Lisa Meeches
- Reynaldo Pagtakhan
- James Peebles
- Robert Picken
- Paul Robson
- Beverly Suek

## 2018
- David T. Barnard
- Michael Patrick Barry Belhumeur
- Jacqueline Blay
- Barbara Bruce
- Sara J. Israels
- Robert T. Kristjanson
- W. H. (Bill) Loewen
- Bernice Marmel
- Robb Nash
- Ken Opaleke
- Grant N. Pierce
- Cheryl Rockman-Greenberg

## 2019
- Vivian Bruce
- Marcel A. Desautels
- James Ehnes
- Kathy Hildebrand
- Arvid Loewen
- Clarence Nepinak
- Steven Schipper
- Trudy Schroeder
- Harvey Secter
- Joy Smith
- Michael West

## 2020
- Stephen Borys
- Mitch Bourbonniere
- Elder Mary Courchene
- K. (Dak) Dakshinamurti
- Bill Elliott
- Richard Frost
- Tina Jones
- Marion Lewis
- Margaret Morse
- Stuart Murray
- Scott Oake
- Ernest Rady